# Araguainha
Araguainha – miasto i gmina w Brazylii, w stanie Mato Grosso.